# Cap des Éléphants
Das Cap des Éléphants (französisch) ist ein Kap am südwestlichen Ende der Pétrel-Insel im Géologie-Archipel vor der Küste des ostantarktischen Adélielands. Es handelt sich dabei um ein ausgedehntes, relativ flaches und gerölliges Areal, das nach Westen von einigen kleinen und felsigen Landspitzen flankiert wird.
Französische Wissenschaftler benannten es 1958 nach den hier häufig anzutreffenden See-Elefanten.